# Ekkapob Sanitwong

Khunsuek Saraburi FC
Ekkapob Sanitwong (thailändisch เอกภพ สนิทวงษ์, * 5. April 1984) ist ein thailändischer Fußballspieler.

## Karriere
Ekkapob Sanitwong spielte bis Ende 2015 beim Saraburi FC. Der Verein aus Saraburi, einer Stadt in der Provinz Saraburi, spielte in der höchsten thailändischen Liga, der Thai Premier League. Ende 2015 wurde der Verein aufgelöst. 2016 war er vertrags- und vereinslos. Anfang 2017 wurde er vom Erstligisten Super Power Samut Prakan FC unter Vertrag genommen. In der Hinserie absolvierte er elf Spiele in der ersten Liga. Zur Rückserie 2017 wechselte er zum Ligakonkurrenten Ubon UMT United nach Ubon Ratchathani. Hier spielte er bis Mitte 2018. Im Juni 2018 unterschrieb er einen Vertrag beim Zweitligisten Krabi FC. Mit Krabi stieg er Ende 2019 in die dritte Liga ab. Nach dem Abstieg verließ er Krabi. Der Zweitligist Air Force Central aus der Hauptstadt Bangkok nahm ihn Anfang 2019 unter Vertrag. Ende 2019 gab die Air Force bekannt, dass man sich aus dem Ligabetrieb zurückzieht. 2020 wurde er vom Zweitligisten Uthai Thani FC aus Uthai Thani unter Vertrag genommen. Für Uthai Thani spielte er sechsmal in der zweiten Liga. Ende Dezember 2020 unterschrieb er einen Vertrag beim Ligakonkurrenten Udon Thani FC. Für den Verein aus Udon Thani bestritt er bis Saisonende vier Ligaspiele. Zu Beginn der Saison 2021/22 verpflichtete ihn der Drittligist Saraburi United FC. Mit dem Verein aus Saraburi bestritt er 23 Ligaspiele in der Western Region der Liga. Die Saison 2022/23 spielte er beim Amateurligisten Khunsuek Saraburi FC. 2023 kehrte er zu seinem ehemaligen Verein Saraburi United zurück.